# Biréli Lagrène
Biréli Lagrène (Soufflenheim, 1966), guitarrista y bajista francés de jazz con raíces en la música gitana.

## Trayectoria
Nacido en una comunidad de músicos gitanos, sorprendió con un talento precoz que le permitía reproducir, nota por nota, todos los temas de su admirado e inspirador Django Reinhardt. Tras esta fase de aprendizaje por emulación, Lagrène fue influido por Wes Montgomery y George Benson. Posteriormente, conoció a Jaco Pastorius y se introdujo en la música de fusión jazz rock e incluso llegó a tocar el bajo durante un tiempo antes de regresar a la guitarra.
Con varios discos (un total de casi 20 propios y numerosas participaciones en grabaciones de otros), Lagrène decidió regresar a las raíces y formó su banda Gipsy Project, con la que trabaja hoy en día. Con esta banda ha regresado al espíritu de Reinhardt, revisitando los clásicos del maestro, pero con grandes toques personales, además de interpretar su propia música con el aire vertiginoso y gitano de sus orígenes.

## Discografía
- Biréli Lagrène Ensemble - Routes to Django - Live at the "Krocodil" (Jazzpoint, 1980)
- Biréli Lagrène Ensemble - Biréli Swing '81 (Jazzpoint, 1981)
- Biréli Lagrène - 15 (Antilles, 1982)
- Biréli Lagrène - A tribute to Django Reinhardt (Live at the Carnegie Hall & the Freiburg Jazz Festival (Jazz point, 1985)
- Biréli Lagrène & Jaco Pastorius - Stuttgart Aria (Live, 1986), (Jazzpoint, 1988)
- Biréli Lagrène - Lagrène and Guests, (Jazzpoint, 1986)
- Biréli Lagrène - Inferno, (Blue Note, 1987)
- Biréli Lagrène - Foreign Affairs, (Blue Note, 1988)
- Biréli Lagrène - Highlights, (Jazzpoint, 1989)
- Biréli Lagrène - Acoustic moments, (Blue Note, 1990)
- Biréli Lagrène - Standards, (Capitol, 1992)
- Biréli Lagrène Trio - Live in Marciac (Live, 1994), (Dreyfuss Jazz, 1994)
- Biréli Lagrène - My favorite Django, (Dreyfuss Jazz, 1995)
- Biréli Lagrène - Blue Eyes, (Dreyfuss Jazz, 1998)
- Biréli Lagrène & Sylvain Luc - Duet, (Dreyfuss Jazz, 1999)
- Biréli Lagrène & Dominique Di Piazza & Dennis Chambers - Front Page, (Universal, 2000)
- Biréli Lagrène - Gipsy Project, (Dreyfuss Jazz, 2001)
- Biréli Lagrène - Gipsy Project & Friends, (Dreyfuss Jazz, 2002)
- Biréli Lagrène - The Complete Gipsy Project, (Dreyfuss Jazz, 2003)
- Biréli Lagrène - Move, (Dreyfuss Jazz, 2004)
- Biréli Lagrène - Gipsy Project. Just The Way You Are, (Dreyfus Jazz,LC 09803, 2007)
- Biréli Lagrène - Electric Side, 2008

- Datos: Q502307
- Multimedia: Biréli Lagrène / Q502307